# Hohe Villerspitze
Die Hohe Villerspitze ist ein 3087 m ü. A. hoher Berg in den Südöstlichen Sellrainer Bergen, einer Untergruppe der nördlichen Stubaier Alpen im österreichischen Bundesland Tirol. Die Spitze besteht aus drei Bergzacken, die einen solitär wirkenden, wuchtigen Amphibolit-Fels bilden. Aufgrund ihrer hohen geografischen Dominanz und leichten Erreichbarkeit ist die Villerspitze ein häufig begangener, allerdings nicht zu unterschätzender Aussichtsberg. Die südwestliche Felszacke hat eine Höhe von 3087 m, die mittlere 3081 m und die nordwestliche ist 3024 m hoch. Nach Süden sendet der Berg einen ausgeprägten Grat aus.

## Lage
Die Hohe Villerspitze liegt etwa sechs Kilometer Luftlinie südöstlich von Praxmar im Lüsenstal, einem südlich abzweigenden Seitental des Sellraintals und ca. 10 km westlich von Neustift im Stubaital. Nordwestlich der Villerspitze am Talschluss des Fotschertals liegt ein kleiner Gletscher, der Fotscher Ferner, der aufgrund der globalen Erwärmung stark im Schwinden begriffen ist. Benachbarte Berge sind im Norden, getrennt durch eine 2932 m hoch gelegene Scharte, die 3027 m hohe Lüsener Villerspitze. Im Verlauf des Ostgrats befindet sich die Grawawand und im Südwesten liegt, etwas weiter entfernt und getrennt durch den Übergang Großes Horntaler Joch (2812 m), der Schafgrübler (2922 m). Nach Südosten fällt die Hohe Villerspitze hinab ins Oberbergtal, nach Westen ins Horntal.

## Stützpunkte und Besteigung
Zuerst bestiegen wurde die Hohe Villerspitze in einem zweiten Versuch am 20. Juli 1878 von dem Touristen Carl Gsaller aus Innsbruck im Alleingang, nachdem sein Bergführer Alois Tanzer beim ersten Versuch am 1. Oktober 1877 scheiterte. Gsallers Weg führte von der Stöcklenalm (1598 m im Oberbergtal) aus und dem Horntaler Joch über den sogenannten Schiefen Gang (eine Folge von geologischen Bändern und Rissen im Fels) durch die Südwestflanke zum Nordwestgrat und dann zum Gipfel in, laut Literatur, mäßig schwieriger Kletterei im Schwierigkeitsgrad UIAA II. Carl Gsaller brauchte damals 10 Stunden zum Gipfel. Stützpunkt für heutige Bergsteiger ist die Franz-Senn-Hütte auf 2149 m Höhe. Der Normalweg auf die Villerspitze ist auch heute noch die Route des Erstbesteigers. Die Gehzeit beträgt, laut Literatur, 3½ Stunden. Weitere Routen, in erster Linie für Alpinkletterer, im UIAA-Grad III auf die Hohe Villerspitze führen über die Südwestkante, durch die Südwand und über den Ostgrat.